# Dziergowice

Nieoficjalny herb wsi Dziergowice

Dziergowice (dodatkowa nazwa w j. niem. Oderwalde, do 1931 Dziergowitz) – wieś w Polsce położona w województwie opolskim, w powiecie kędzierzyńsko-kozielskim, w gminie Bierawa.
| SIMC    | Nazwa       | Rodzaj     |
| ------- | ----------- | ---------- |
| 0998145 | Grobla      | przysiółek |
| 0998151 | Księża Łąka | przysiółek |

W latach 1954–1972 wieś należała i była siedzibą władz gromady Dziergowice.

## Nazwa
Nazwa miejscowości ma średniowieczną metrykę.  Notowana jest w różnych formach w historycznych dokumentach od XIV wieku. Po raz pierwszy jako Dirgowicz (1380), Dzirgowyecz, Dyrgowicz (1564), Dziergowice (1679), Dziergovitz (1687/88), Dziergowitz, Dziergowice (1845), Dziergowice (Dziergowitz) - Oderwalde (1939). W alfabetycznym spisie miejscowości na terenie Śląska wydanym w 1830 roku we Wrocławiu przez Johanna Knie wieś występuje pod obecnie używaną, polską nazwą Dziergowice oraz niemiecką nazwą Dziergowitz.
Nazwa doczekała się teorii na temat znaczenia. Niemiecki nauczyciel Heinrich Adamy w swoim dziele o nazwach miejscowych na Śląsku wydanym w 1888 roku we Wrocławiu jako najstarszą nazwę wymienia Dziergowice podając znaczenie "Lehngut, Lehnbesitz" wywodząc ją z języka polskiego "Dziedziczna dzierżawa, własność". Nazwa ta miała zostać później fonetycznie zgermanizowana na Dziergowitz. Zgodna ze znaczeniem podanym przez badacza pierwotna nazwa wsi powinna brzmieć Dzierżawice. Obecnie językoznawcy za pierwotną formę uznają Dzirzgowice i wywodzą ją od nazwy osobowej Dzirzg z dodanym sufiksem -owice. Jest to słowiańska nazwa oznaczająca dziergać, dzierzgać i wywodzi się od prasłowiańskiego drgati - targać, szarpać. Nazwa ta przejęta została do języka niemieckiego z dodaniem końcówki -witz, a w XX wieku została zrepolonizowana na Dziergowice.
W 1931 r. nazwa została zmieniona na nową i całkowicie niemiecką Oderwalde (niem. lasy odrzańskie). Ta nazwa jest obecnie dodatkową nazwą w języku niemieckim.

## Historia
Najstarsze wzmianki o wsi Dziergowice pochodzą z 1274. Na ziemiach należących do księcia raciborskiego rycerz Henryk założył osadę. 
Od końca XVIII w. do 1933 r. na wizerunku pieczęci gminnej Dziergowic umieszczono trzy kłosy zboża, przed nimi dwie skrzyżowane łopaty.
W 1910 roku 1588 mieszkańców mówiło w języku polskim, 76 w językach polskim i niemieckim, natomiast 107 osób posługiwało się jedynie językiem niemieckim. 22 czerwca 1919 roku 80 osób, do których nie dotarła informacja o odwołaniu planowanego powstania, w wyznaczonym terminie powstało przeciwko Niemcom, zajmując lokalne urzędy niemieckie. Zdekonspirowani spiskowcy musieli uchodzić do Polski. W wyborach komunalnych w listopadzie 1919 roku 523 głosy oddano na kandydatów z list polskich, którzy zdobyli łącznie 14 z 18 mandatów. Podczas plebiscytu we wsi uprawnionych do głosowania było 1164 mieszkańców (w tym 127 emigrantów). Za Polską głosowało 857 osób, za Niemcami 279 osób. Od 1919 r. w Dziergowicach działał oddział Polskiej Organizacji Wojskowej Górnego Śląska.
W okresie III powstania śląskiego głównie z mieszkańców Dziergowic sformowany został baon kozielski Leonarda Krukowskiego, który wchodził w skład Grupy "Północ". W rejonie miejscowości operował pułk zabrski Pawła Cymsa (Grupa "Wschód").
W Dziergowicach znajdowała się najstarsza karczma nad Odrą oraz port rzeczny transportujący głównie drewno.
Przy drodze wojewódzkiej nr 425 znajduje się Pomnik Powstańców Śląskich.

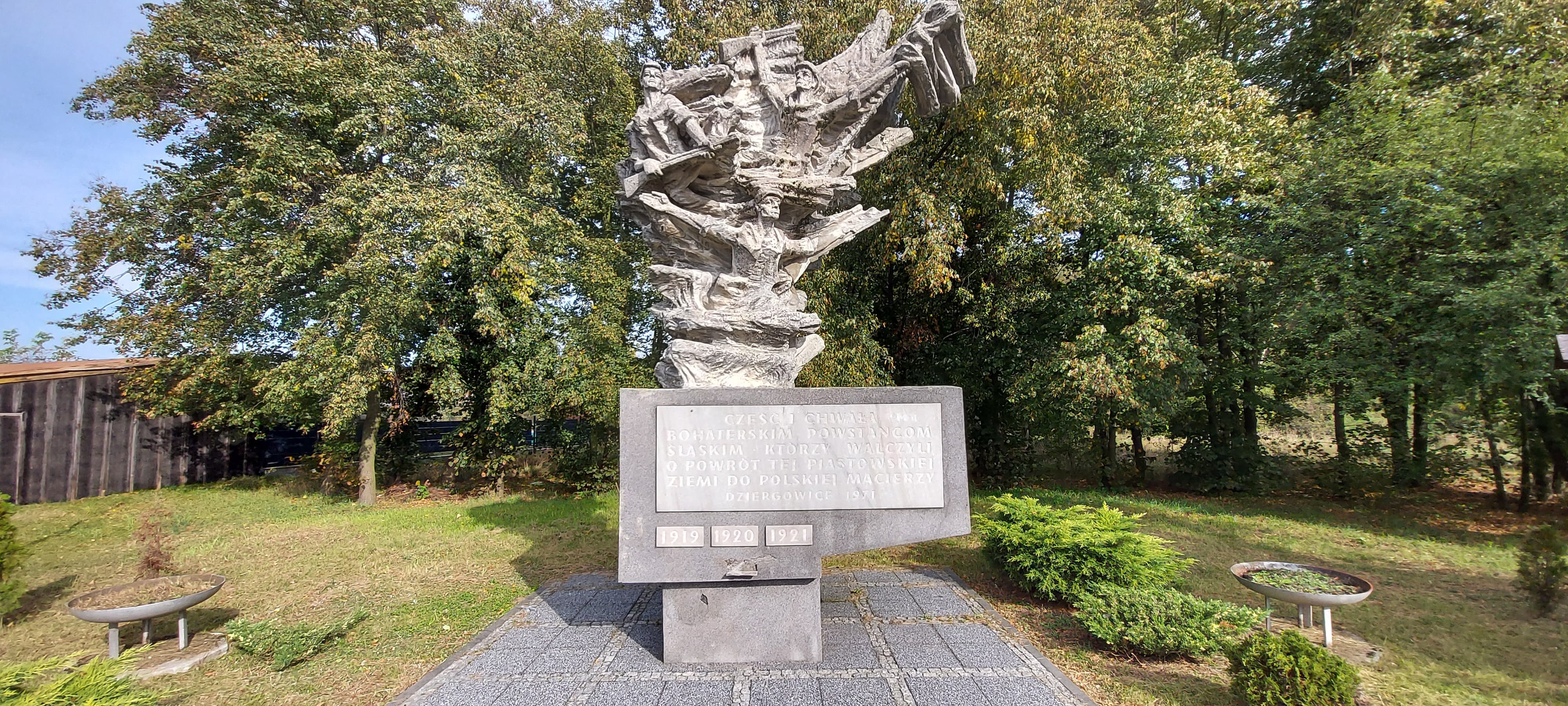
Pomnik Powstańców Śląskich w Dziergowicach

## Zabytki
Do wojewódzkiego rejestru zabytków wpisane są:
- Cmentarz parafialny;
- Kaplica cmentarna, szachulcowa, z 1794 roku,
- 2 mogiły zbiorowe powstańców śląskich na cmentarzu. Pochowanych jest w nich 3 (Jan Pluta, Józef Kozubski, Alojzy Kuś) i 5 (Teodor Zaremba, Teodor Piechulek, Augustin Nieszporek, Franciszek Wróbel, Wilhelm Strzelczyk) powstańców.

Inne zabytki:

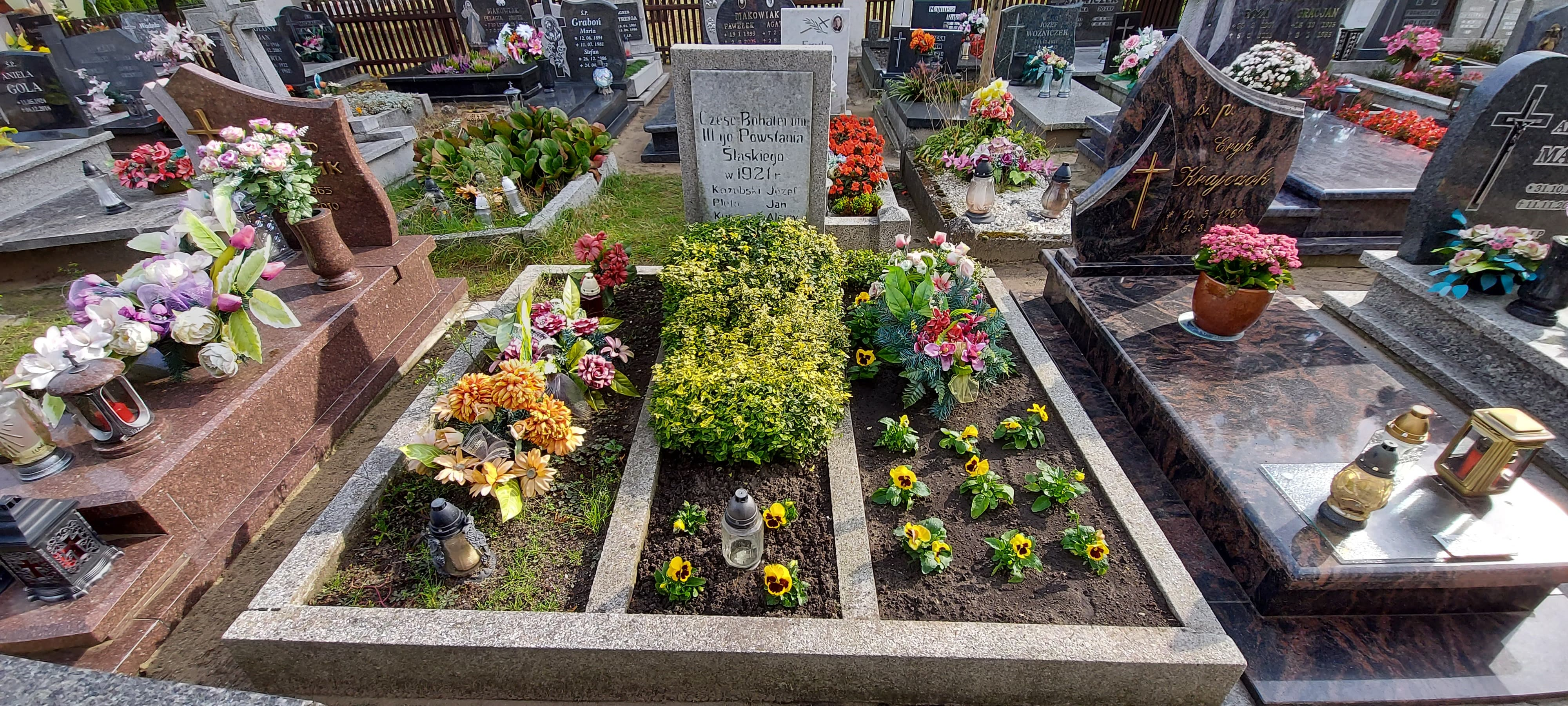
Jedna z dwóch mogił powstańców śląskich na cmentarzu w Dziergowicach

- Kościół parafialny św. Anny, neogotycki, konsekrowany w 1906 roku.

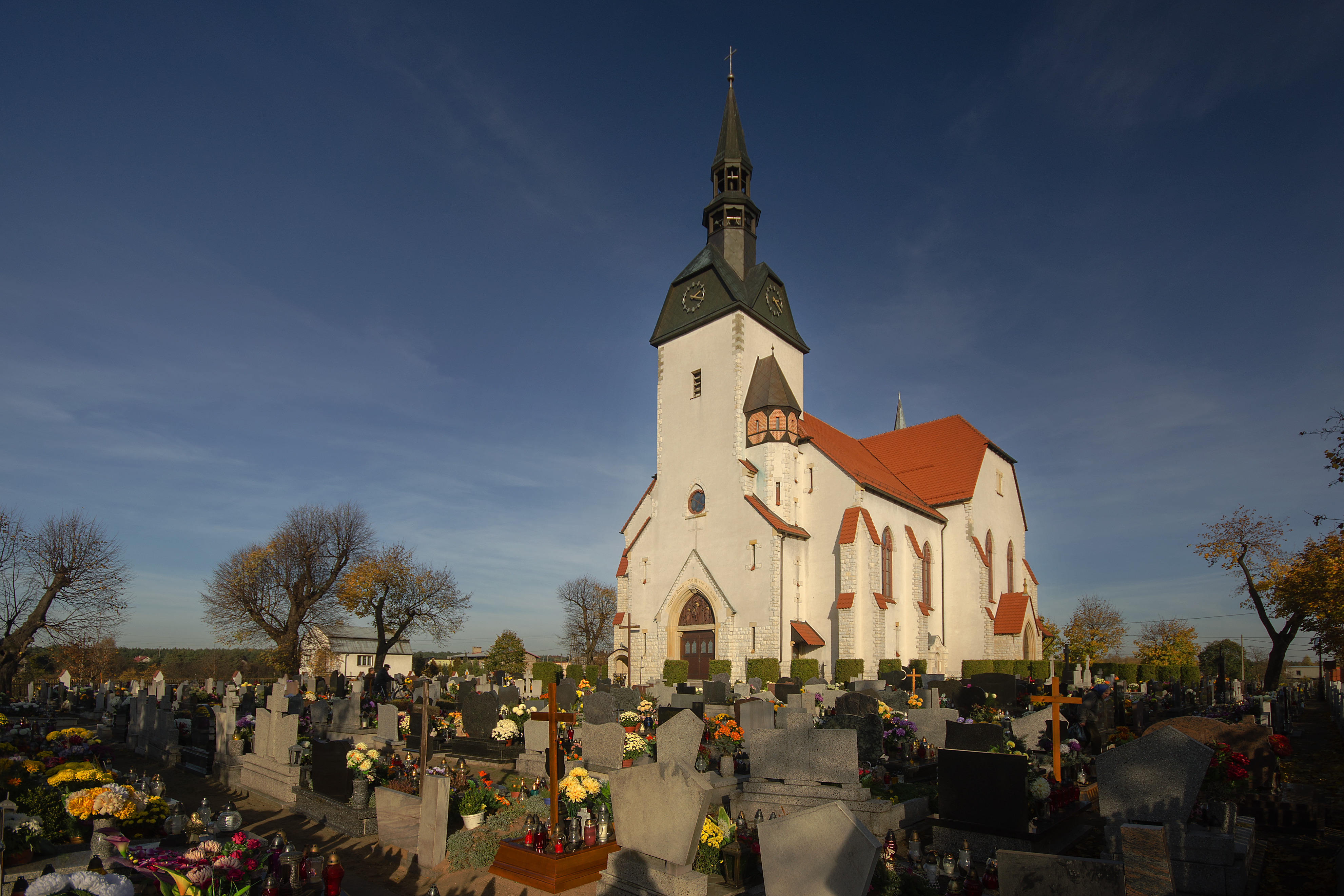
Kościół parafialny św. Anny w Dziergowicach

## Edukacja
- Publiczna Szkoła Podstawowa w Dziergowicach, ul.Kozielska 8
- Zespół Szkół Dwujęzycznych w Solarni, ul. Raciborska 42
- Przedszkole

## Sport

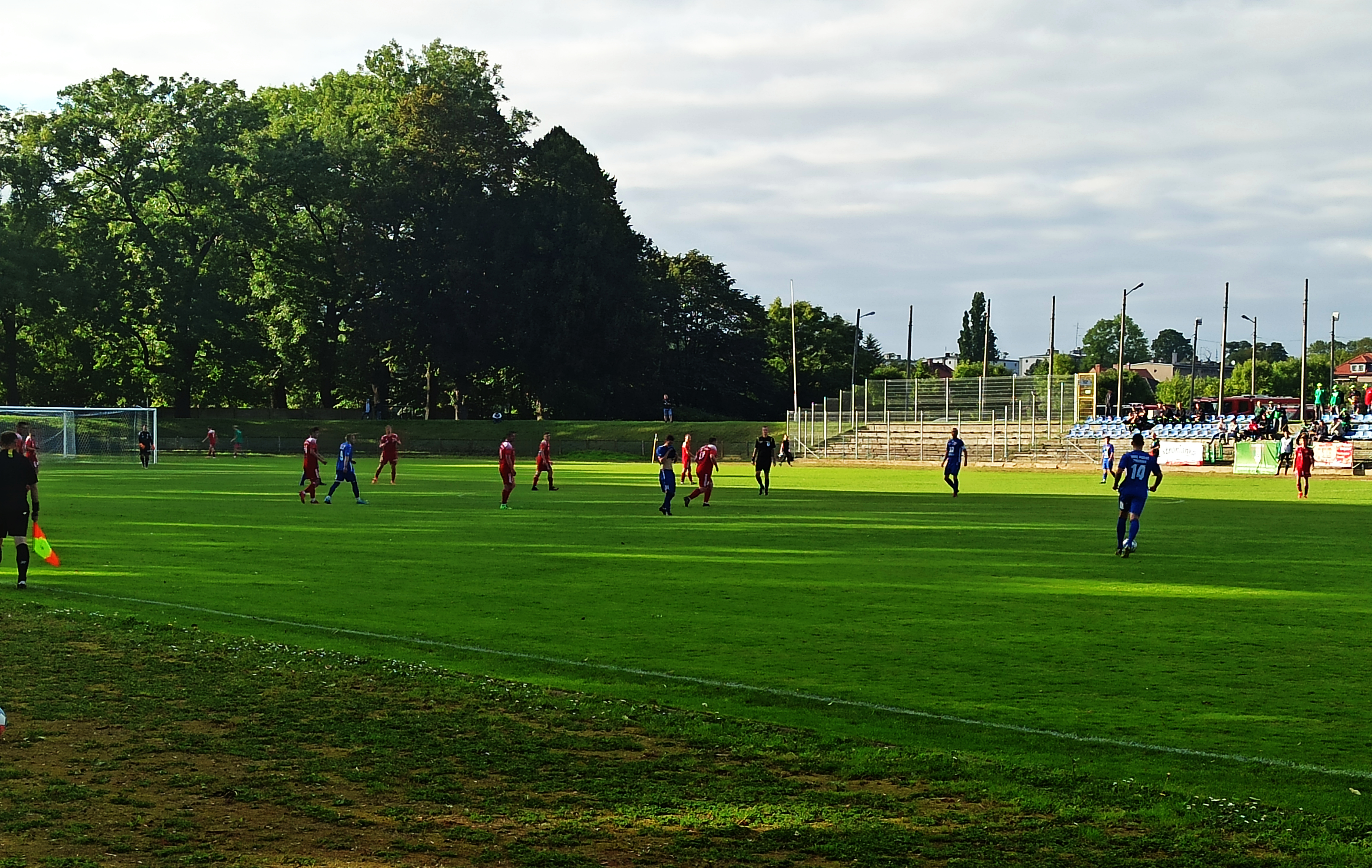
Mecz Odrzanki Dziergowice z Pogonią Prudnik (Stadion Miejski w Prudniku)

W miejscowości znajduje się klub sportowy Odrzanka Dziergowice. Oprócz sekcji piłki nożnej jest tutaj także sekcja psich zaprzęgów Czemi, która odnosi sukcesy na tle krajowym i międzynarodowym.

## Gospodarka
Wieś ma charakter przemysłowo-rolniczy. Swoją siedzibę ma tutaj: Opolska Kopalnia Surowców Mineralnych Sp. z o.o. Kopalnia Dziergowice. Kopalnia produkuje żwir, piasek i grys.
Przy kopalni znajdują się zbiorniki wodne powstałe po wydobyciu żwiru i piasku wykorzystywane w sezonie letnim jako kąpieliska. W ich pobliżu znajduje się ośrodek wypoczynkowy.
Niedaleko stacji kolejowej znajduje się Kolmech zajmujący się renowacją taborów kolejowych.

## Komunikacja: układ drogowy
Przez Dziergowice przechodzą dwie ważne drogi wojewódzkie:
422 425, przy czym z powodu braku mostu DK422 jest nieprzejezdna.

## PKS, kolej
- Przedsiębiorstwo Komunikacji Samochodowej S.A. posiada w Dziergowicach zlokalizowane 4 przystanki.
- Dziergowice leżą przy linii o znaczeniu krajowym i międzynarodowym z Kędzierzyna-Koźla do Bohumina. We wsi znajduje się przystanek kolejowy Dziergowice.